# 帕爾帕納火山

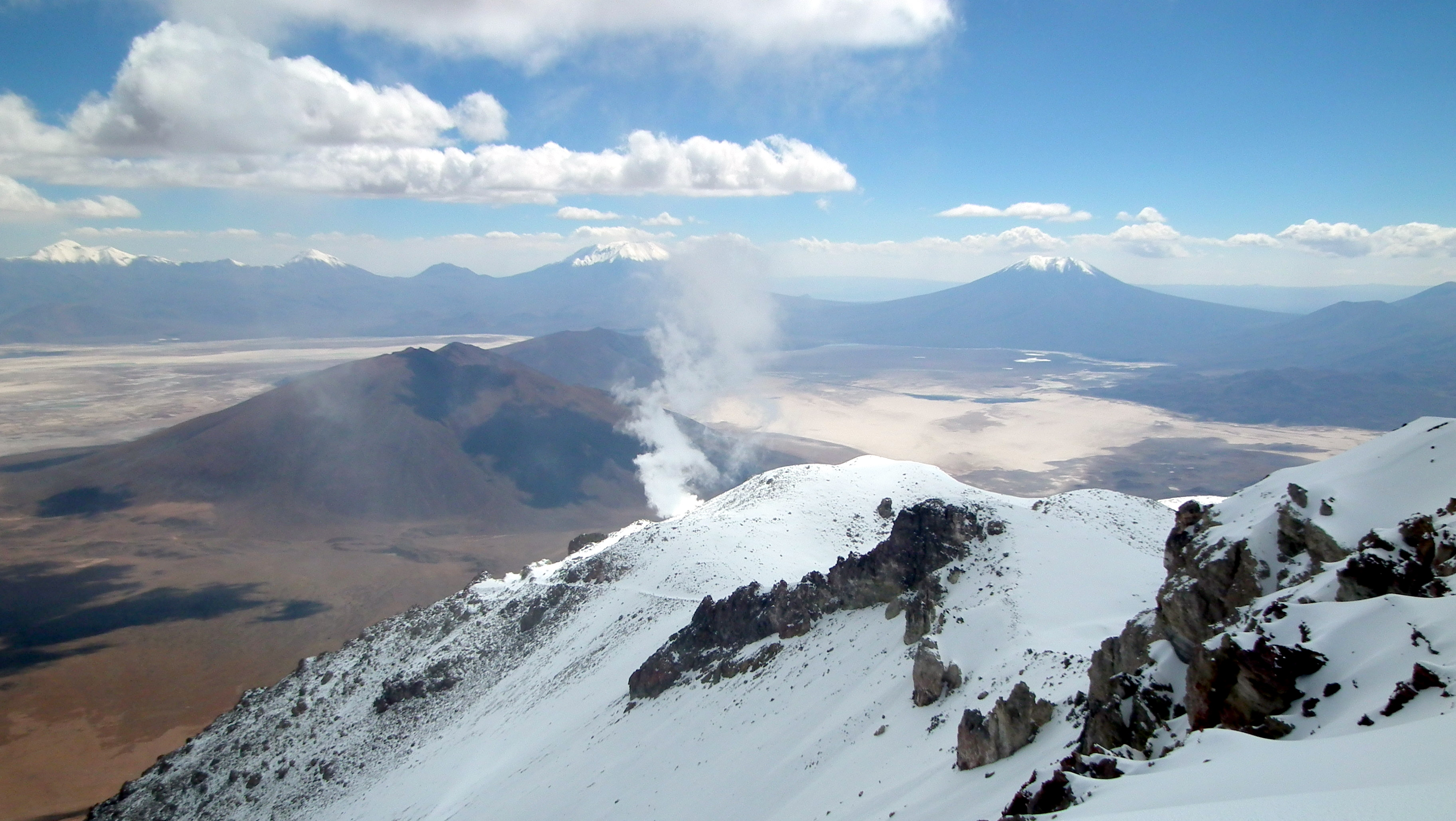

21°32′48″S 68°31′21″W / 21.54667°S 68.52250°W
帕爾帕納火山（西班牙語：Volcán Palpana），是智利的火山，位於該國北部安托法加斯塔大區的洛阿河流域，屬於安第斯山脈的一部分，海拔高度6,040米，人類在1977年首次登頂。